# تراقيا الغربية
تراقيا الغربية أو ببساطة تراقيا (باليونانية: Δυτική] Θράκη)‏ هي منطقة جغرافية وتاريخية في اليونان، والتي تقع بين نهري نيستوس وماريتسا في شمال شرق البلاد. جنبا إلى جنب مع الأقاليم مقدونيا، إبيروس، وأحيانا ثيساليا، غالبا ما يشار إليها بشكل غير رسمي باسم شمال اليونان. ويسمى الإقليم أيضا تراقيا اليونانية لتمييزه عن تراقيا الشرقية، التي تقع إلى الشرق من نهر ماريتسا ويشكل الجزء الأوروبي من تركيا، والمنطقة الواقعة إلى الشمال من بلغاريا، والمعروفة باسم تراقيا الشمالية أو البلغارية.
وتنقسم تراقيا إلى الوحدات الإقليمية الثلاثة (المحافظات سابقا): كسانثي، روذوبي وإفروس، والتي تكون جنبا إلى جنب مع الوحدات الإقليمية المقدونية ذراما، وكافالا وثاسوس منطقة مقدونيا الشرقية وتراقيا.

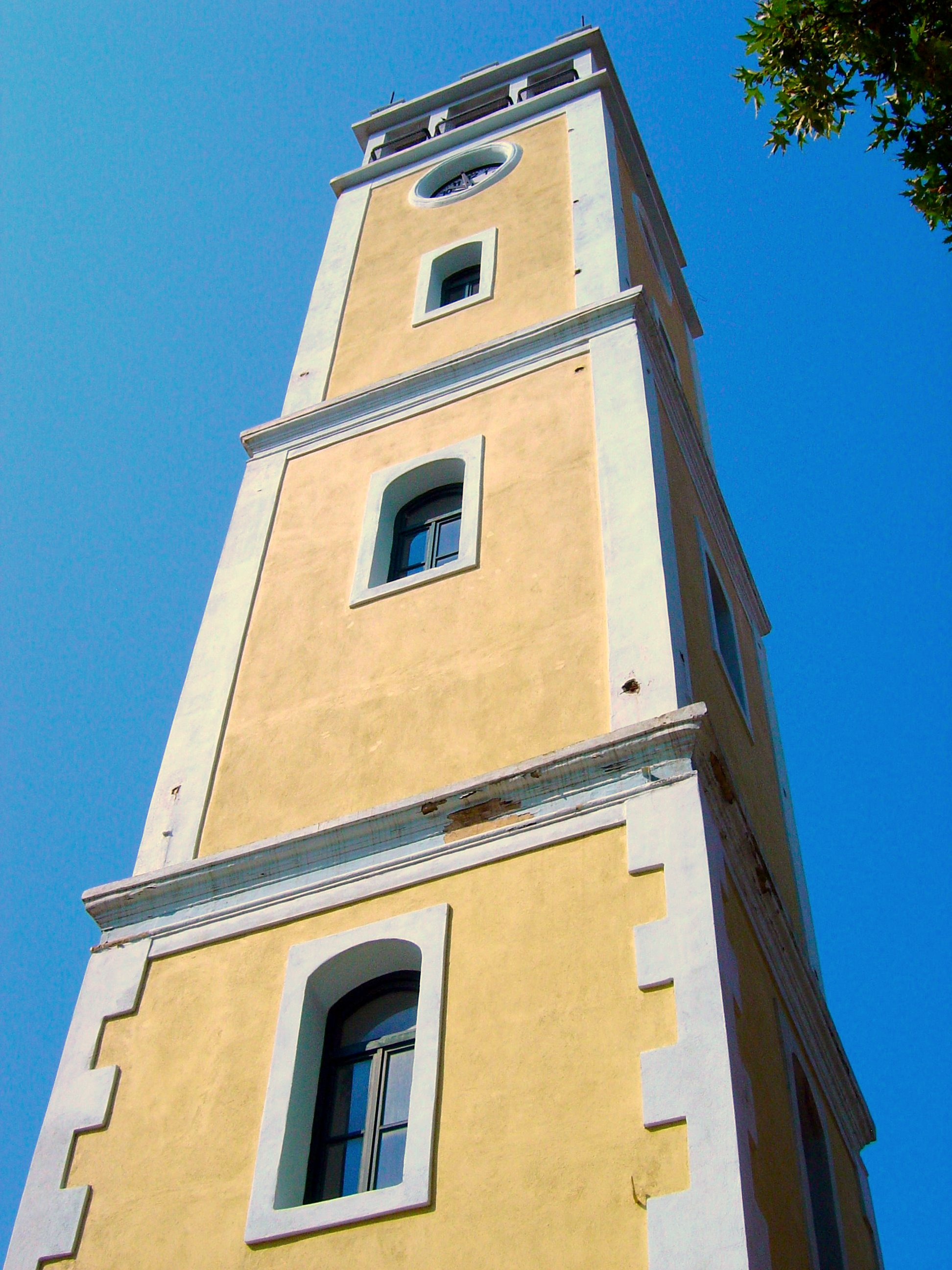
برج الساعة في كوموتيني

## وصلات خارجية
- Region of Eastern Macedonia and Thrace نسخة محفوظة 29 مايو 2005 على موقع واي باك مشين.
- Combined Prefectural Authority of Drama, Kavala and Xanthi
- Combined Prefectural Authority of Rhodope and Evros نسخة محفوظة 9 سبتمبر 2012 at Archive.is
- Prefecture of Xanthi نسخة محفوظة 29 يونيو 2014 على موقع واي باك مشين.
- Thrakiki.gr
- Prefecture of Rhodope
- Prefecture of Evros نسخة محفوظة 24 أغسطس 2007 على موقع واي باك مشين.
- Democritus University of Thrace
- Municipality of Feres